# Xorides rufomaculatus
Xorides rufomaculatus là một loài tò vò trong họ Ichneumonidae.